# Hałcnów

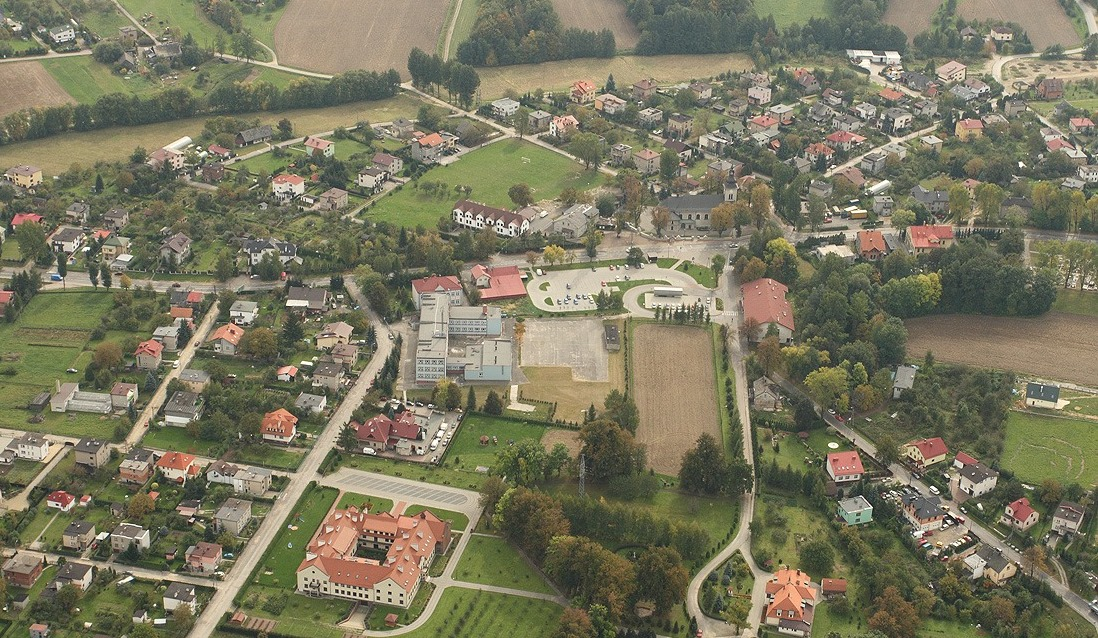
Überblick

Hałcnów (alznerisch Alza; deutsch Alzen oder Alzenau) ist ein Stadtteil (Osiedle) von Bielsko-Biała in der Woiwodschaft Schlesien in Polen.

## Geographie
Hałcnów liegt etwa 4 Kilometer nordöstlich des Stadtzentrums.
Historisch hatte Hałcnów eine Fläche von etwa 1011 (835 Gemeinde + 176 Gutsgebiet) Hektar. Der heutige Stadtteil hat 1350,91 Hektar.

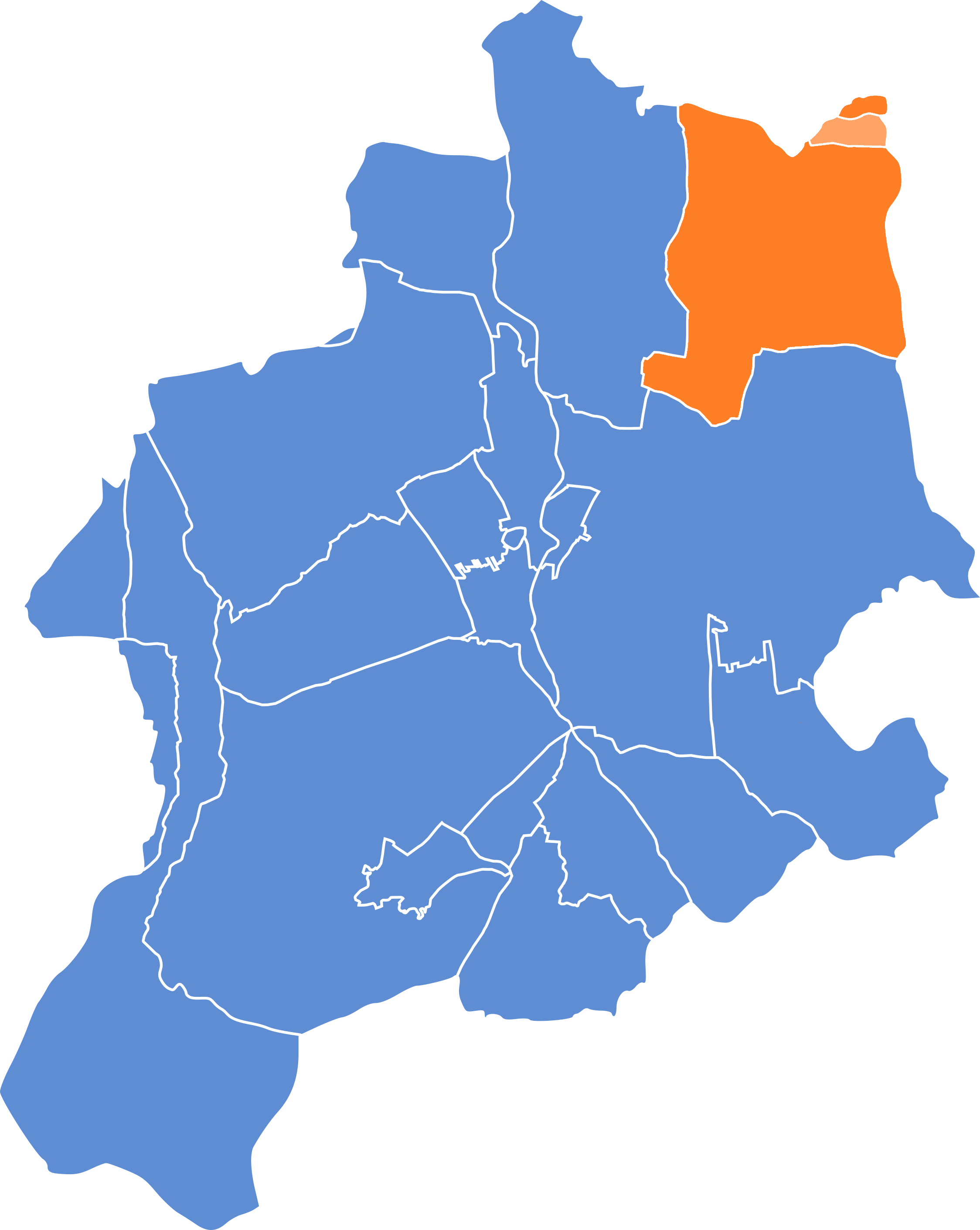
Historisches Hałcnów (orange)
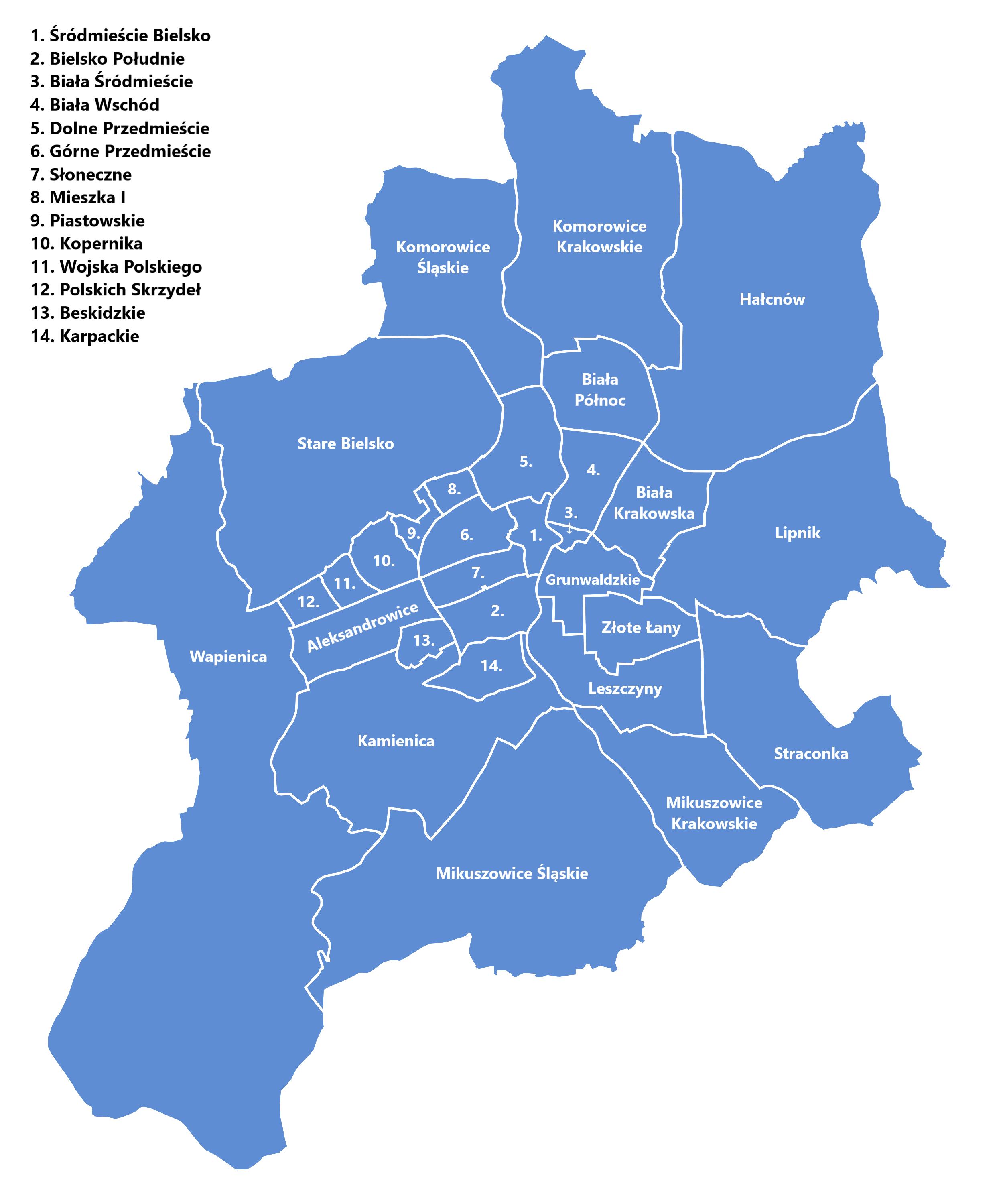
Heutige Stadtteile (Osiedla)

## Geschichte
Der Ort wurde erstmals urkundlich im Jahre 1404 als Halcznow erwähnt, danach als Halschnowa (1436), Halsznow (von Jan Długosz, 1470 bis 1480). Der Name ist eine phonetisch-morphologische Adaptation des ursprünglich deutschen (obwohl im Mittelalter nie erwähnten) Namens Alzenau (Alzen mit dem Suffix -au) in die polnische Sprache.
Politisch gehörte das Dorf ursprünglich zum Herzogtum Auschwitz unter Lehnsherrschaft des Königreichs Böhmen. Im Jahre 1457 wurde das Herzogtum mit dem Dorf von Polen abgekauft und als Halcznow erwähnt. Ab dem Jahr 1564 gehörte das Dorf zum Kreis Schlesien der Woiwodschaft Krakau.
In der Zeit der Reformation wurde dort eine reformierte Gemeinde mit eigenem Bethaus gegründet. Diese Gemeinde wurde im Zuge der Gegenreformation im Jahr 1648 aufgelöst, obwohl die Gegenreformation in der zweiten Hälfte des 17. Jahrhunderts ziemlich moderater im Vergleich zu Schlesien war. Um Jahr 1680 genehmigte der Besitzer des Dorfs (ein Römisch-Katholik jüdischer Herkunft) dem Pastor Roland aus Wiatowice das Dorf zu besuchen. Der Calvinismus überdauerte in Hałcnów noch ein Jahrhundert: um Jahr 1750 hielt im Wald Krzemionki der Pastor Józef Milecki aus Wiatowice eine Andacht. 1706 kamen die Jesuiten in die Stadt Biala und besuchten die benachbarten Dörfer. Im Jahr 1769 wurde Biala zum Sitz der Generalität der Konföderation von Bar („der erste polnische Nationalaufstand“). Etwa 300 Kalvinisten flüchtete aus dem benachbarten Dorf Kozy in das Königreich Preußen, was den Calvinismus in der Umgebung sehr abschwächte.
Bei der Ersten Teilung Polens kam Hałcnów 1772 zum neuen Königreich Galizien und Lodomerien des habsburgischen Kaiserreichs (ab 1804). Nach der Aufhebung der Patrimonialherrschaften bildete es ab 1850 eine Gemeinde im Bezirk und Gerichtsbezirk Biała.
Es gehörte zur Bielitz-Bialaer Sprachinsel. Im Gegensatz zum benachbarten Kunzendorf/Lipnik war es rein römisch-katholisch und lang bäuerlich geprägt. Die Autochthonen waren fast ausschließlich deutschsprachig und die spezifische lokale deutsche Mundart wurde bis 1945 dort gesprochen. Etwa in der Mitte des 19. Jahrhunderts kamen auch Polen, meistens aus Podhale, die etwa 20 % der Einwohner konstituierten.
Im Jahre 1900 hatte das Dorf 2.669 Einwohner, sie waren überwiegend deutschsprachig (74,4 %), 25,4 % waren polnischsprachig, 99,4 % waren römisch-katholisch, es gab elf (0,4 %) Juden und sechs anderen Glaubens.
Im frühen 20. Jahrhundert fand ein Streit über die Sprache der Kirche und dem offiziellen Namen der Gemeinde zwischen Polen und Deutschen statt. Der offizielle Name wurde sogar im Galizischen Landtag von unter anderen Stanisław Stojałowski erwogen.
1918, nach dem Ende des Ersten Weltkriegs und dem Zusammenbruch der k.u.k. Monarchie, kam Hałcnów zu Polen. Unterbrochen wurde dies nur durch die Besetzung Polens durch die Wehrmacht im Zweiten Weltkrieg.
Im Jahre 1921 hatte die Gemeinde 308 Häuser mit 2692 Einwohnern, davon 1786 Deutschen, 900 Polen, 6 Juden, 2679 römisch-katholische, 3 evangelische, 1 anderer Christ, 9 israelitische.
Hałcnów wurde 1977 in die Stadt Bielsko-Biała eingemeindet.

## Söhne und Töchter des Orts
- Karl Olma (1914–2001), deutscher Schriftsteller, Aphoristiker, Lyriker und Journalist